# Olly Barkley
Oliver John “Olly” Barkley (Londra, 28 novembre 1981) è un ex rugbista a 15 internazionale per l'Inghilterra attivo nel ruolo di mediano d'apertura.

## Biografia
Nato nel quartiere londinese di Hammersmith, Barkley crebbe tuttavia in Cornovaglia e frequentò le scuole superiori a Bristol; con la squadra scolastica vinse nel 2000 un torneo rugbistico nazionale di categoria organizzato dal Daily Mail.
Un anno più tardi fece l'ingresso nel rugby professionistico e firmò per il Bath: schierato fin dall'inizio anche in ambito europeo, esordì in Heineken Cup contro lo Swansea e realizzò la sua prima meta in Italia contro il Parma.
Notato da Andy Robinson e Brian Ashton, all'epoca assistenti di Clive Woodward, Barkley fu chiamato in Nazionale in occasione del tour in Nordamerica, esordendo contro gli Stati Uniti a San Francisco da subentrato.
Singolarmente, all'epoca del suo debutto internazionale non aveva ancora registrato alcuna presenza in prima squadra a livello di club.
Barkley ritornò in Nazionale in occasione del Sei Nazioni 2004, con la maglia numero 10 che fino a tutta la Coppa del Mondo di rugby 2003 era stata di Jonny Wilkinson, ma che all'epoca era fuori per il primo di una lunga serie di infortuni che lo avrebbe tenuto lontano dai campi per quasi tre anni.
Nella posizione di mediano d'apertura segnò 27 punti in due match contro Galles e Francia.
Nel successivo Sei Nazioni 2005 partì da riserva ma si impose da titolare nel resto del torneo; tornò riserva nei test estivi contro Australia e Samoa.
Nel giugno 2006, dopo un Sei Nazioni a mezzo servizio a causa di un infortunio, fu parte del tour inglese in Australia, giocando nel secondo dei due test match previsti contro gli Wallabies; l'anno successivo fu inserito da Brian Ashton, nel frattempo divenuto C.T. della Nazionale, nella rosa dei convocati alla Coppa del Mondo 2007, nel corso della quale disputò tre incontri nella fase a gironi.
A febbraio 2008 Barkley annunciò il trasferimento al Gloucester per la stagione successiva, dopo 7 anni al Bath; nell'estate del 2009 tornò al Bath continuandovi a giocare per altri tre anni.
Nel settembre 2012, a campionato iniziato, si trasferì al Racing Métro 92 come rimpiazzo per infortuni di squadra, con un accordo fino a fine stagione; terminato l'impegno con la squadra parigina, rimase in Francia al Grenoble, dal quale tuttavia si separò a metà contratto per divergenze tecniche con l'allenatore Fabrice Landreau.
Per il prosieguo della stagione di Pro12 2013-14 si accordò quindi per un impegno quadrimestrale con i gallesi Scarlets di Llanelli e, a fine campionato, fu ingaggiato dai London Welsh neopromossi in English Premiership.
Il campionato si concluse con la retrocessione e il ritorno in Championship ma prima della fine della stagione Barkley firmò un'estensione di contratto decidendo di rimanere nel club anche in seconda divisione.

## Palmarès
- Challenge Cup: 1
Bath: 2007-08